# Coucou de Hodgson
Hierococcyx nisicolor
Espèce
Synonymes
- Cuculus nisicolor (Protonyme)
- Cuculus fugax nisicolor

Statut de conservation UICN

 LC  : Préoccupation mineure
Le Coucou de Hodgson (Hierococcyx nisicolor) est une espèce de coucous, oiseaux de la famille des Cuculidae. C'est une espèce monotypique (non subdivisée en sous-espèces), considérée par certains auteurs comme une sous-espèce de Hierococcyx fugax.

## Répartition
Son aire de répartition s'étend sur le centre et l'est de l'Himalaya, le centre et le sud de la Chine et l'Asie du Sud-Est.